# Espirà de Conflent
Espirà de Conflent ([əspi'ɾaðəkuɱ'flen], oficialment en francès Espira-de-Conflent) és una comuna de la comarca del Conflent, a la Catalunya del Nord. El terme inclou el poble cap de la comuna i el veïnat de la Vall d'Espirà o, simplement, la Vall.

## Etimologia
Joan Coromines explica que Espirà és un dels topònims catalans que procedeixen de la colonització romana, puix que indica el nom del colon romà que ocupà el lloc. Procedeix del nom propi llatí Asperius, per via de l'adjectiu derivat seu, Asperianu. La segona part del nom del vilatge es deu a la seva situació a la comarca del Conflent, en bona part per tal de destriar-lo d'Espirà de l'Aglí.
Apareix el 1165 com a Aspiran (Repertori toponímic de Pere Ponsich, 1980, 103), Aspira el 1134, Aspira el 1195 (Repertori toponímic de Pere Ponsich, 1980, 40).

## Geografia

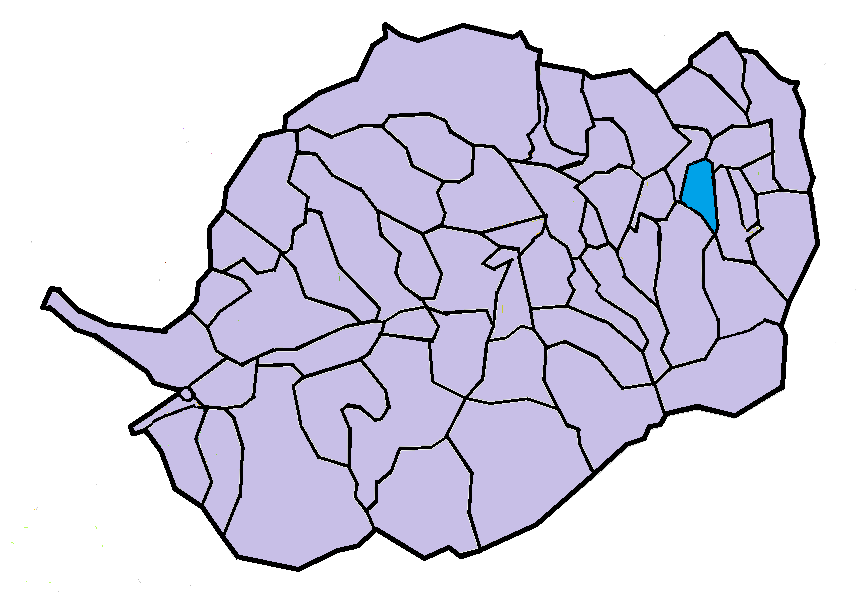
Situació de la comuna d'Espirà de Conflent a la seva comarca

### Localització i característiques generals del terme
El terme comunal d'Espirà de Conflent, de 60.300 hectàrees d'extensió, és situat a la dreta de la Tet, amb l'extrem nord del terme molt a prop d'aquest riu, a la zona sud-oriental de la comarca del Conflent. El terme té una zona central plana, on hi ha els conreus principals; és la vall baixa del Llec. A l'extrem nord-est d'aquesta plana, al límit del terme, hi ha la desembocadura del Llec en la Lentillà. La zona nord-occidental del terme conté un serrat, un dels darrers contraforts septentrionals del Massís del Canigó, que travessa al biaix, de sud-oest a nord-est, el sector nord del terme d'Espirà de Conflent. Al sud-est de la plana s'estén una altra zona muntanyosa, formada per un altre dels contraforts del Massís del Canigó. En aquesta zona hi ha la màxima elevació del terme: el Puig de Marbet, de 723,9 m alt. El punt menys elevat és a la llera del Llec, just on s'ajunta a la Lentillà, on es mesuren 272,5 m alt.
Termes municipals limítrofs:
| Marqueixanes |             | Vinçà     |
|              |             | Finestret |
| Estoer       | Vallestàvia |           |

### El poble d'Espirà de Conflent

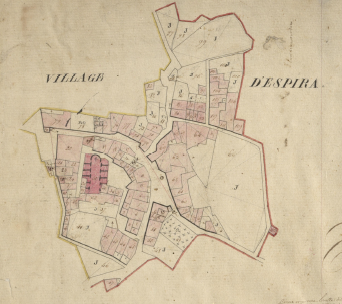
Espirà de Conflent en el Cadastre napoleònic del 1812 (Arxius Departamentals dels Pirineus Orientals)

Situat al nord-est de la zona plana central del terme, Espirà de Conflent és dalt d'un petit turó que era coronat pel priorat de canonges augustinians de Santa Maria d'Espirà de Conflent, que aprofità l'església parroquial del poble i del terme (quan desaparegué la comunitat canonical, l'església retornà a la seva funció parroquial). A l'entorn de l'església de Santa Maria s'havia format un petit nucli, una cellera, que és l'origen del poble.
De la cellera primigènia, el poble va créixer relativament poc, ja que en un primer moment s'hi va afegir un rengle de cases encerclant la cellera primigènia. Més endavant es creà al sud el Barri Nou, on se situaren les escoles del poble, més endavant reconvertides en Casa del Comú. Més allunyat al sud-est hi ha el nucli de la Vall d'Espirà, o, simplement, la Vall, com s'explica a l'apartat següent. El poble actual és allargassat a l'esquerra del Llec.

### El veïnat de la Vall, o la Vall d'Espirà

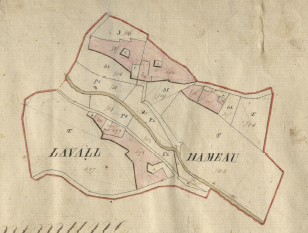
La Vall en el Cadastre napoleònic del 1812 (Arxius Departamentals dels Pirineus Orientals)

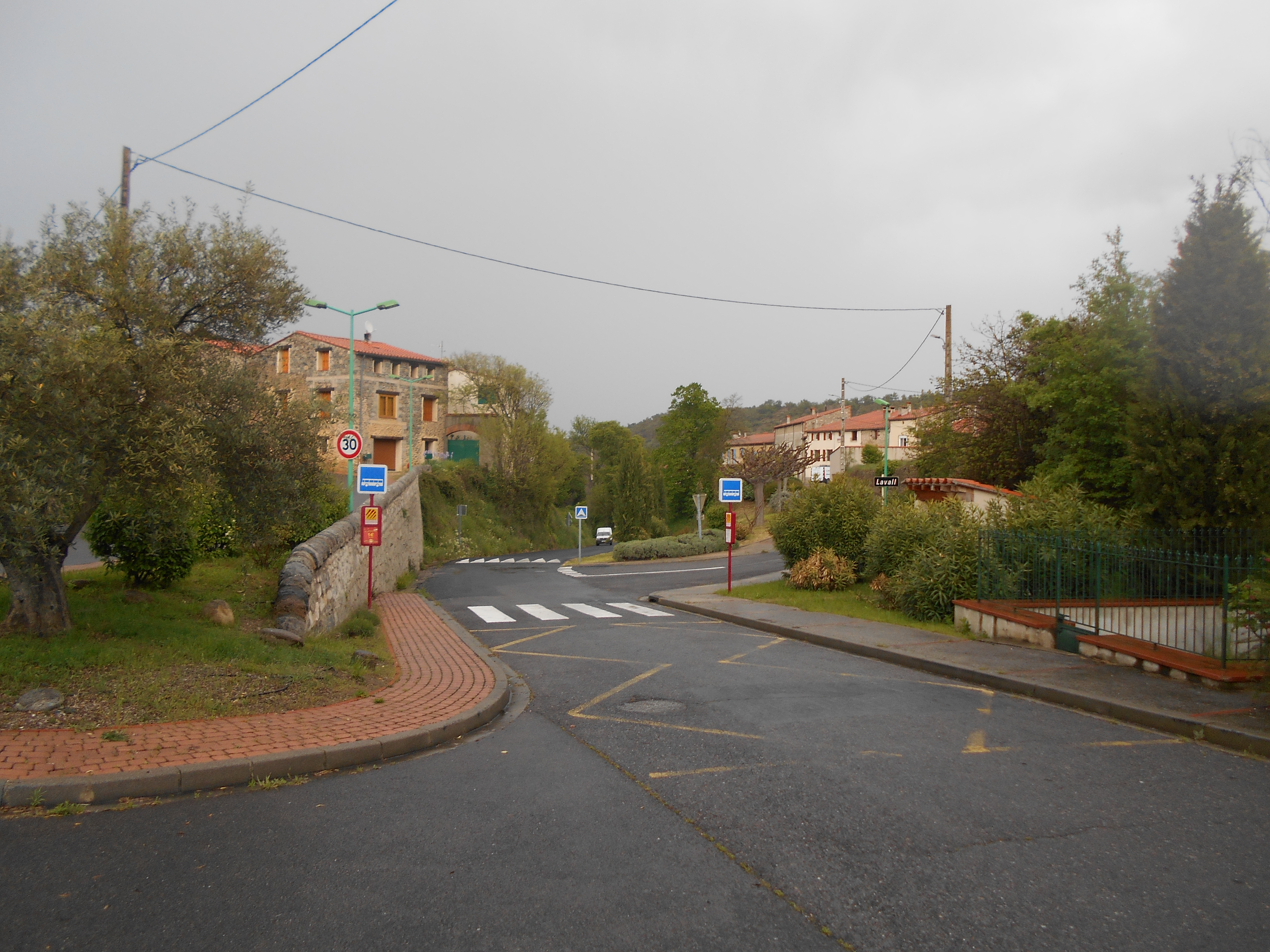
La Vall d'Espirà

El veïnat de la Vall d'Espirà o, simplement, la Vall (interpretat com l'Avall per alguns autors), és esmentat des del segle xiii. És situat al sud del poble, i actualment és pràcticament una prolongació seva, a causa de les urbanitzacions modernes. La Vall està formada per un rengle llarg de cases a llevant de la carretera, i un petit nucli agrupat a ponent seu, a més d'algunes cases disperses més.
A la Vall hi havia hagut l'església de Sant Esteve del Prat, actualment del tot desapareguda, i la capella, també desapareguda, de Nostra Senyora del Prat, recordada només pel topònim de la Capella. A la Vall hi ha la Cava Cooperativa comunal.

### Gojac
Està documentat dins del terme d'Espirà de Conflent entre el 1376 i el 1459 el lloc de Gojac, situat a prop al nord-oest del poble d'Espirà de Conflent i a ponent de l'emplaçament del Castell d'Espirà de Conflent, a l'entorn del Coll de Marqueixanes.

### El Castell d'Espirà de Conflent, o Castellàs
Situades dalt d'un esperó rocós al nord del poble, en una situació que li permetia de vigilar l'accés a la vall del Tet alhora que protegia el poble d'Espirà de Conflent, les ruïnes del castell permeten identificar la seva planta, però poca cosa més.

### Els masos del terme
A Espirà de Conflent romanen pocs dels masos i edificacions aïllades que hi havia hagut antigament. Són la Caseta, ja desapareguda, el Casot d'en Boixedes, el Cortal d'en Pallès, també desaparegut, el Mas d'en Guerau (nom antic, ara en desús), el Molí, o Molí Nou, el desaparegut Molí Vell i l'Orri. Com a edificis religiosos, a part de les esglésies existents i desaparegudes ja esmentades, hi ha l'Oratori de Sant Rafel.

### Hidrologia

#### Cursos d'aigua
El principal riu del terme d'Espirà de Conflent és el Llec. Aquest curs d'aigua procedeix del terme d'Estoer, i ja dins del terme d'Espirà de Conflent rep per la dreta el Còrrec de la Ruireda, que també prové del terme d'Estoer, i poc després el de Massà. Discorre a llevant dels dos nuclis de població d'Espirà de Conflent, la Vall i el principal d'Espirà, i passat el poble, hi aflueix per l'esquerra el Còrrec de Santa Maria, que aporta el dels Safranassos, el de la Grilla i el de les Conilleres (que també prové del terme d'Estoer), i després els de Gojac i del Castellàs, just abans d'abocar-se al Lentillà. Just en el moment de la desembocadura toca el termenal amb Finestret.
A part de la vall del Llec, el terç occidental del terme comunal d'Espirà de Conflent està format per la riba dreta del Còrrec de la Coma d'Espirà, que també és afluent del Llec, però ja dins del terme de Marqueixanes, i té el seu origen en el d'Estoer. Aquest còrrec rep per la dreta, dins del terme d'Espirà de Conflent, per tant, els còrrecs de l'Orjola, termenal amb Estoer, de la Fagineta, de la Serra i del Nespler.

#### Canals d'irrigació
La part del terme conreada disposa d'alguns canals d'irrigació, com l'Ambega de la Vall, la dels Terres Forts, la d'en Maria, el Rec del Molí Nou, nom ja en desús, el Rec Major, o d'Espirà, el de la Coma de l'Oliu i el Rec Nou de Marqueixanes.

### Orografia
Entre els topònims del terme n'hi ha que indiquen formes de relleu, com ara boscs: el Bosc d'en Forgues; clots: les Clotes; colls: Collada dels Cirerers, Coll de Marqueixanes, Coll de Sant Feliu; comes: la Coma, o Coma d'Espirà, la Coma de la Vall; planes: les Esplanes, el Pla, el Pla del Noguer, les Planelles, o Esplanelles: muntanyes: Puig de Marbet; serres i serrats: la Serra, la Serra de Marqueixanes, i solanes: el Solà, el Solà d'en Pallès.

### El terme comunal
Els indrets específics i partides del terme d'Espirà de Conflent són les Abones, l'Aguller, els Baiers o Baixers, o els Baixos, el Botàs, les Caderotes, el Cadre, Cagabou, el Campàs, el Camp de la Llosa, el Camp de la Ribera, o d'en Griu, el Camp de la Vall, el Camp del Benefici, o els Camps del Benefici, el Camp de l'Era, el Camp del Gasc, el Camp de l'Oratori, el Camp del Pla, el Camp del Portal, el Camp del Prior, el Camp del Roure, el Camp dels Polls, el Camp del Torrent, el Camp d'en Fonts, el Camp d'en Prats, el Camp d'en Tixeire, el Camp d'en Xifre, el Camp Gran, els Camps d'Amunt, Canigós, o Canigós de Dalt, Canigós de Baix, la Carrerada, el Castellàs, la Closeta, el Colomer, les Conilleres, el Còrrec de Cantabruc, el Còrrec de Santa Maria, la Creu, Darrere la Torre, Dellà l'Aigua, la Devesa, les Espurques o Espurgues, la Fagineta, les Feixes de la Costa, les Feixes d'en Llori, les Femades, les Femadelles, els Francalous, o el Francalou (de franc alou), Gojac, la Grilla, l'Hort del Priorat, les Malloles, Mantolta, o Camp d'en Mantolta, Marbet, la Melera, Massà, la Mola, els Nesplers, l'Oliveta, els Olius d'en Meler, la Palanca, (el) Palau, el Pedregó, o Pedregum, el Pedreguet, o els Pedreguets, la Peirera, o Pedrera, la Peralada, o el Camp de la Peralada, la Pinosa, la Polleda, el Portal, la Portella, o Portella de la Vall, o Camp de la Portella, el Prat de la Cova, el Prat de la Mata, el Prat d'en Griu, la Regalada, Riba-roja, el Riberal, o la Ribera, les Ribes, o Prat de les Ribes, el Roc Negre, la Rodona, la Ruireda, o Roureda, els Safranassos, o Safranàs, el Sanaire, Sant Esteve, els Terres Forts, la Teuleria, Trasserra, les Trilles, o les Trilles de la Vall, el Trull, Vallorera, la Vernosa, les Vernedes, els Vinyers, les Vinyes d'en Boixedes, les Voles i les Voltes. Entre els noms antics, ara en desús, es poden trobar l'Amarell, les Arenes, Arià, amb el Clot d'Arià i el Puig d'Arià, Brandi, Cabanills, Cambon, Cantallops, Codalet, Conadell, el Còrrec de la Capella, l'Eixida, Escalavets, la Llongaina, o Llonganeda, el Martinet, Nausa, o Nosa, Orteny, el Penedès, la Pomereda, el Prat del Pont, el Prat de na Coloma, els Prats de Sant Joan, el Pujol, la Pujada, la Salvetada, la Terrada, Terrerós, la Vinya del Colomer, la Vinya d'en Costa, Vinyes Clotes i Viver. Alguns topònims indiquen senyals termenals, com la Creu d'en Pallarès, abans dels Pallarès, el Roc de la Vinya d'en Costa, el Roc Gros Negre de la Pinosa, abans Roc d'en Badia, la Termenera del Bosc d'en Forgues, la Termenera del Camí dels Pedreguers,

### Els camins del terme
La major part de camins del terme d'Espirà de Conflent uneixen aquest poble amb els veïns: Camí dels Masos, d'Estoer, d'Estoer a Vallestàvia, Camí Vell de Finestret, Camí Vell de Marqueixanes, Camí Vell d'Estoer, Camí Vell de Vallestàvia, Camí Vell de Vinçà, Ruta d'Estoer i Ruta de Vinçà, abans Camí dels Baiers. Com a camins interns del terme només cap esmentar el Camí del Solà del Castellàs, o Camí de Ronda, la Carrerada i la Carrerada de Conilleres.

## Activitats econòmiques
La superfície de conreu no és gaire gran, ja que bona part del terme és muntanyosa i coberta de roures i alzines. Hi ha unes 150 hectàrees conreades, en una trentena d'explotacions, amb unes 50 d'arbres fruiters (presseguers, pomeres, cirerers i albercoquers); també hi ha una setantena d'hectàrees de vinya, unes 15 d'horta, amb enciams, principalment, i una dotzena d'hectàrees de pastures i farratge. Hi ha molt poca ramaderia: tot just mitja dotzena d'ovelles. A poble hi ha una Cava Cooperativa de Vinificació. L'acolliment turístic es limita a un càmping i algunes cases d'allotjament rural.

## Història

### Edat mitjana
A partir d'una sèrie d'actes conservades a l'Arxiu Diocesà d'Urgell, datades entre el 979 i el 1003, el territori d'Espirà de Conflent va anar essent adquirit peça a peça pels vescomtes de Conflent; aleshores es considerava Espirà de Conflent part d'Estoer. El llinatge dels Urtx, sorgit de la família vescomtal conflentina, consta com a senyors d'aquest lloc el segle xii, fins que tornà a domini reial. Alfons I infeudà el territori a Pere de Domanova, a qui donà permís l'any 1165 per a fortificar la cellera del poble. Pere de Domanova morí el 1204, i la seva filla, Cerdana de Rodès, casada amb Guillem de Canet la transmeté a la seva mort a aquesta altra casa senyorial. Al llarg del segle xiii en foren senyors els d'Avinyó, fins que Jaume II de Mallorca infeudava Espirà de Conflent a Pere Cadell, fill de Bernat Cadell de Puigcerdà.

### Edat Moderna
Al llarg dels la segles xvi i començaments del xvii, la senyoria estigué lligada a aquesta casa cerdana, però poc abans de la Revolució Francesa consta en mans de Pere Francesc Ignasi de Bon, marquès d'Aguilar.

## Demografia

### Demografia antiga
La població està expressada en nombre de focs (f) o d'habitants (h)
| 11 f | 5 f | 16 f | 13 f | 22 f | 10 f | 61 f | 38 f | 263 h | 61 f | 50 f |

### Demografia contemporània
| Evolució de la població |      |      |      |      |      |      |      |      |
| 1793                    | 1800 | 1806 | 1821 | 1831 | 1836 | 1841 | 1846 | 1851 |
| 294                     | 291  | 287  | 293  | 321  | 314  | 336  | 335  | 275  |

| 1856 | 1861 | 1866 | 1872 | 1876 | 1881 | 1886 | 1891 | 1896 |
| ---- | ---- | ---- | ---- | ---- | ---- | ---- | ---- | ---- |
| 303  | 284  | 265  | 250  | 252  | 246  | 241  | 253  | 230  |

| 1901 | 1906 | 1911 | 1921 | 1926 | 1931 | 1936 | 1946 | 1954 |
| ---- | ---- | ---- | ---- | ---- | ---- | ---- | ---- | ---- |
| 230  | 225  | 241  | 233  | 208  | 209  | 201  | 173  | 160  |

| 1962 | 1968 | 1975 | 1982 | 1990 | 1999 | 2006 | 2011 | 2015 |
| ---- | ---- | ---- | ---- | ---- | ---- | ---- | ---- | ---- |
| 155  | 162  | 121  | 124  | 132  | 125  | 175  | 167  | 171  |

Fonts: Ldh/EHESS/Cassini fins al 1999, després INSEE a partir deL 2004

### Evolució de la població

Població 1962-2008

## Administració i política

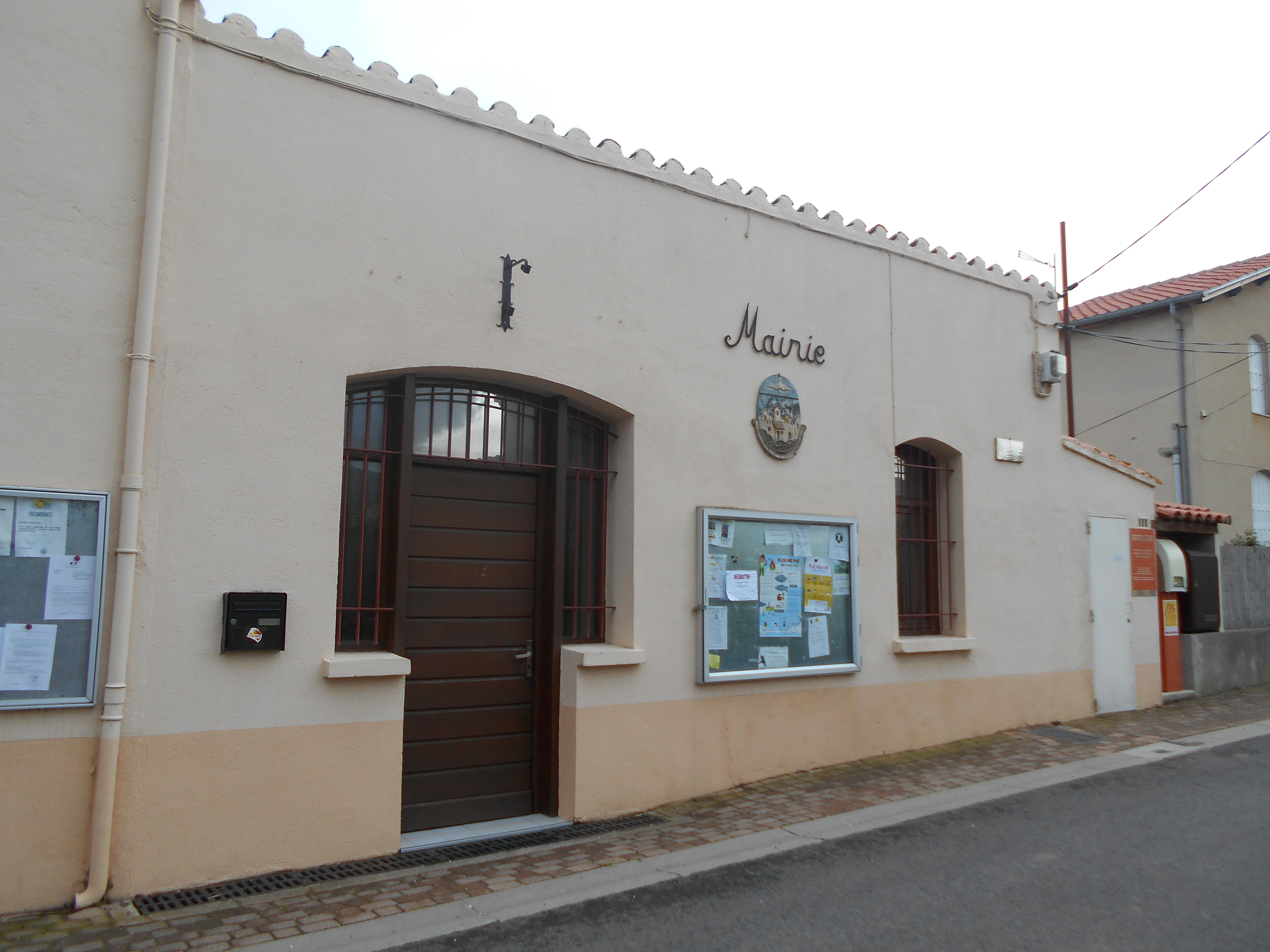
La Casa del Comú

### Batlles
| Alcalde                | Període              |
| ---------------------- | -------------------- |
| Thomas Clos            | 1790 - 1791          |
| Louis Costaseca        | 1791 - 1796          |
| Pierre Pallès          | 1796 - 1797          |
| Barthélémy Pagès       | 1797 - 1798          |
| Alexis Sobraquès       | 1798 - 1799          |
| Barthélémy Pagès       | 1799 - 1800          |
| Gaudérique Pallès      | 1800 - 1816          |
| Alexis Sobraquès       | 1816 - 1818          |
| Martin Pagès           | 1818 - 1826          |
| Joseph Pallès Cugat    | 1826 - 1829          |
| Pierre Paillès Selva   | 1829 - 1830          |
| Gaudérique Paillès     | 1830 - 1834          |
| Martin Pagès           | 1834 - 1844          |
| Gaudérique Paillès     | 1844 - 1848          |
| Jean Marquès           | 1848 - 1853          |
| Gaudérique Paillès     | 1854 - 1859          |
| Joseph Paillès         | 1859 - 1876          |
| Joseph Mir             | 1876 - 1878          |
| Joseph Paillès Llobet  | 1878 - 1883          |
| Pierre Paillès         | 1884 - 1900          |
| Martin Vergès          | 1900 - 1906          |
| Pierre Paillès         | 1906 - 1912          |
| Pierre Paillès         | 1912 - 1944          |
| Michel Cros            | 1944 - 1953          |
| Sébastien Padrixe      | 1953 - 1956          |
| Antoine Vigaros        | 1956 -1971           |
| Roger Paillès          | 1971 - 1989          |
| Roger-François Paillès | 1989 - Moment actual |

### Legislatura 2014 - 2020

#### Batlle
- Roger Pailles.

#### Adjunts al batlle[12]
- 1r: Claude Ricart
- 2n: Jean-François Planas.

#### Consellers municipals
- Pierre Baillet
- Catherine Carrère
- Christiane Forté
- Christine Hicks
- Elise Maler
- Jean-Pierre Parent
- Alain Sabardeil
- Pierre Soler.

### Adscripció cantonal

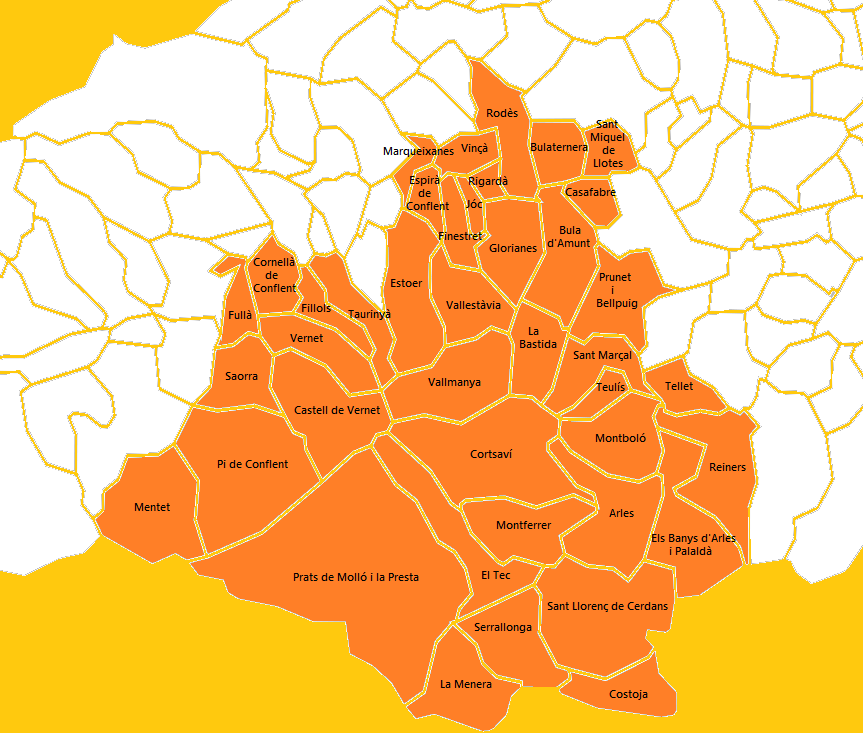
Mapa del Cantó del Canigó

A les eleccions cantonals del 2015 Espirà de Conflent ha estat inclòs en el cantó número 2, denominat El Canigó, amb capitalitat al poble dels Banys d'Arles, de la comuna dels Banys i Palaldà. Està format per les viles d'Arles, Prats de Molló i la Presta, Sant Llorenç de Cerdans, del Vallespir, i Vinçà, del Conflent, i els pobles del Conflent de Castell de Vernet, Cornellà de Conflent, Espirà de Conflent, Estoer, Fillols, Finestret, Fullà, Glorianes, Jóc, Marqueixanes, Mentet, Pi de Conflent, Rigardà, Rodès, Saorra, Taurinyà, Vallestàvia, Vallmanya i Vernet, els del Rosselló de la Bastida, Bula d'Amunt, Bulaternera, Casafabre, Prunet i Bellpuig, Sant Marçal, Sant Miquel de Llotes, Tellet i Teulís, i els del Vallespir dels Banys i Palaldà, Cortsaví, Costoja, la Menera, Montboló, Montferrer, Reiners, Serrallonga i el Tec forma part del cantó número 2, del Canigó (nova agrupació de comunes fruit de la reestructuració cantonal feta amb motiu de les eleccions cantonals i departamentals del 2015). Són conselleres per aquest cantó Ségolène Neuville i Alexandre Reynal, tots dos del Partit Socialista francès.

### Serveis comunals mancomunats
Espirà de Conflent forma part de la Comunitat de comunes de Conflent - Canigó, amb capitalitat a Prada, juntament amb Prada, Arboçols, Campome, Campossí, Canavelles, Castell de Vernet, Catllà, Clarà i Villerac, Codalet, Conat, Cornellà de Conflent, Escaró, Estoer, Eus, Fillols, Finestret, Fontpedrosa, Fullà, Jóc, Jújols, Marqueixanes, els Masos, Mentet, Molig, Mosset, Noedes, Nyer, Oleta i Èvol, Orbanyà, Orellà, Pi de Conflent, Rià i Cirac, Rigardà, Saorra, Serdinyà, Soanyes, Sornià, Tarerac, Taurinyà, Toès i Entrevalls, Trevillac, Vallestàvia, Vallmanya, Vernet, Vilafranca de Conflent i Vinçà.

## Ensenyament i Cultura
Espirà de Conflent no té actualment cap centre d'ensenyament: les antigues escoles acullen actualment la Casa del Comú i els serveis municipals. Els centres d'ensenyament maternal i elemental o primari més propers són els públics de Bulaternera, Illa, Marqueixanes, els Masos, Prada, Rodès i Vinçà i el privat de Sant Josep, de Prada. Pel que fa a secundària, els col·legis d'Arles, Estagell, Illa, Prada i Tuïr, i els liceus de Ceret i Prada per al batxillerat.

## Llocs d'interès
- Església parroquial de la Santa Maria d'Espirà de Conflent
- Sepulcre visigòtic conservat a l'església de Santa Maria.
- Restes del Castellàs, el castell d'Espirà de Conflent

## Personatges lligats a la comuna
- Rafael Cruzat, prior de Santa Maria d'Espirà de Conflent (1695-1714)